# Aeroméxico Rewards
Aeroméxico Rewards, anteriormente llamado como Club Premier, es el programa de viajero frecuente enfocado en los viajeros de México, perteneciente a Grupo Aeroméxico. Es el programa de recompensas más importante y reconocido de México.

## Historia
En septiembre de 2010, AIMIA, antes Groupe Aeroplan, adquirió aproximadamente el 29% de Club Premier por 35 millones de USD. Club Premier se independizó de Aeroméxico y para hacer esto, Grupo Aeroméxico y Groupe Aeroplan crearon la compañía Premier Loyalty & Marketing, S.A.P.I. de C.V. ("PLM") para operar Club Premier.
En diciembre del 2012, Groupe Aeroplan invirtió otros 88 millones de USD para adquirir un 20% más de PLM, AIMIA controlaba el 49% de PLM y Aeroméxico el 51%.
En septiembre del 2022, Grupo Aeroméxico compró el 49% que controlaba PLM, así es que después de 10 años el programa regresa a GAM.
En abril del 2023, Grupo Aeroméxico decide hacer una transformación al programa cambiando el nombre de la marca a Aeroméxico Rewards.

## Miembros
Aeroméxico Rewards tiene más de 7.5 millones de miembros. Miembros que pueden ganar kilómetros con Aeroméxico, aerolíneas de SkyTeam, y en Alaska, LATAM, Copa, en hoteles y compañías de alquiler de autos, y en otros establecimientos, sobre todo, enfocados a viajes.
Aeroméxico Rewards cuenta distintos socios comerciales, algunos como Uber, Linio, Cadillac, etc. En donde puedes acumular y utilizar Puntos Aeroméxico Rewards.
Aeroméxico Rewards tiene tarjetas "co-branded" (de marca compartida) para el consumidor con American Express y Santander en México y U.S. Bank en Estados Unidos.

## Salones Premier

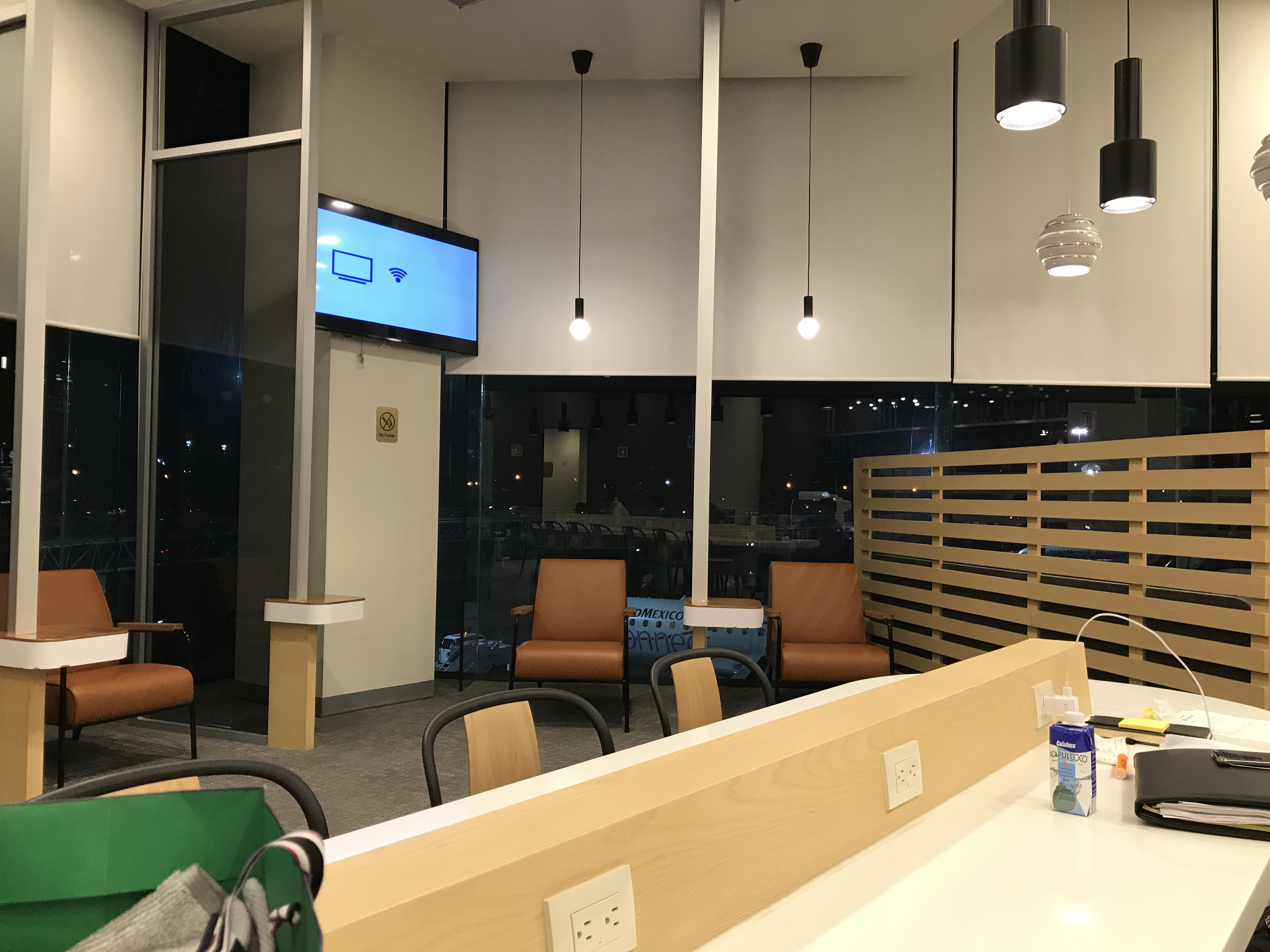
Terraza Premier en la Ciudad de México

Actualmente Aeroméxico Rewards cuenta con 9 Salones Premier distruibuidos en las siguientes ciudades:
- Ciudad de México
- Guadalajara
- Monterrey
- Mérida
- Torreón
- Chihuahua

Anteriormente también se operaban Salones Premier en Cancún, Culiacán, Ciudad Juárez y Tijuana.

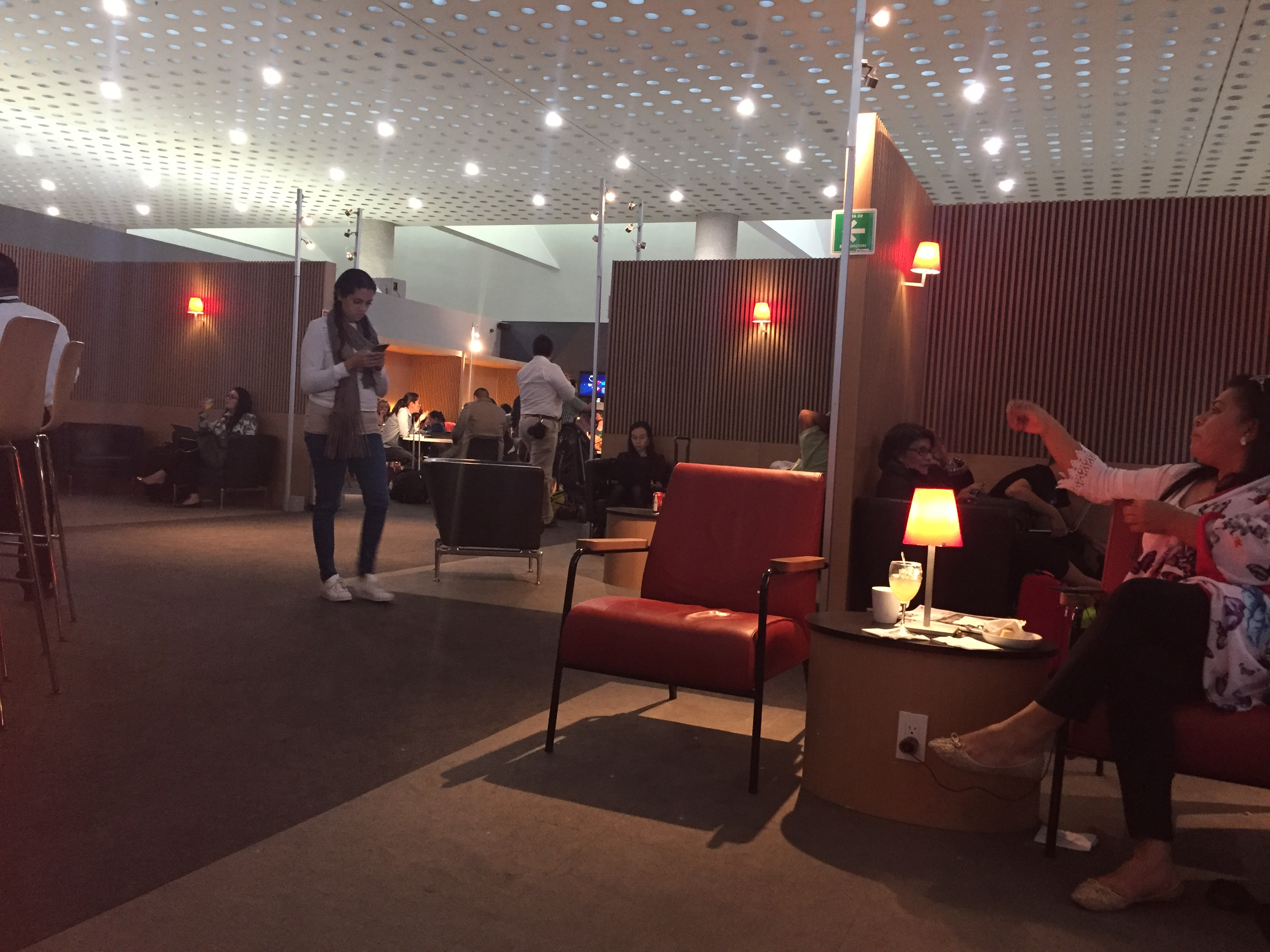
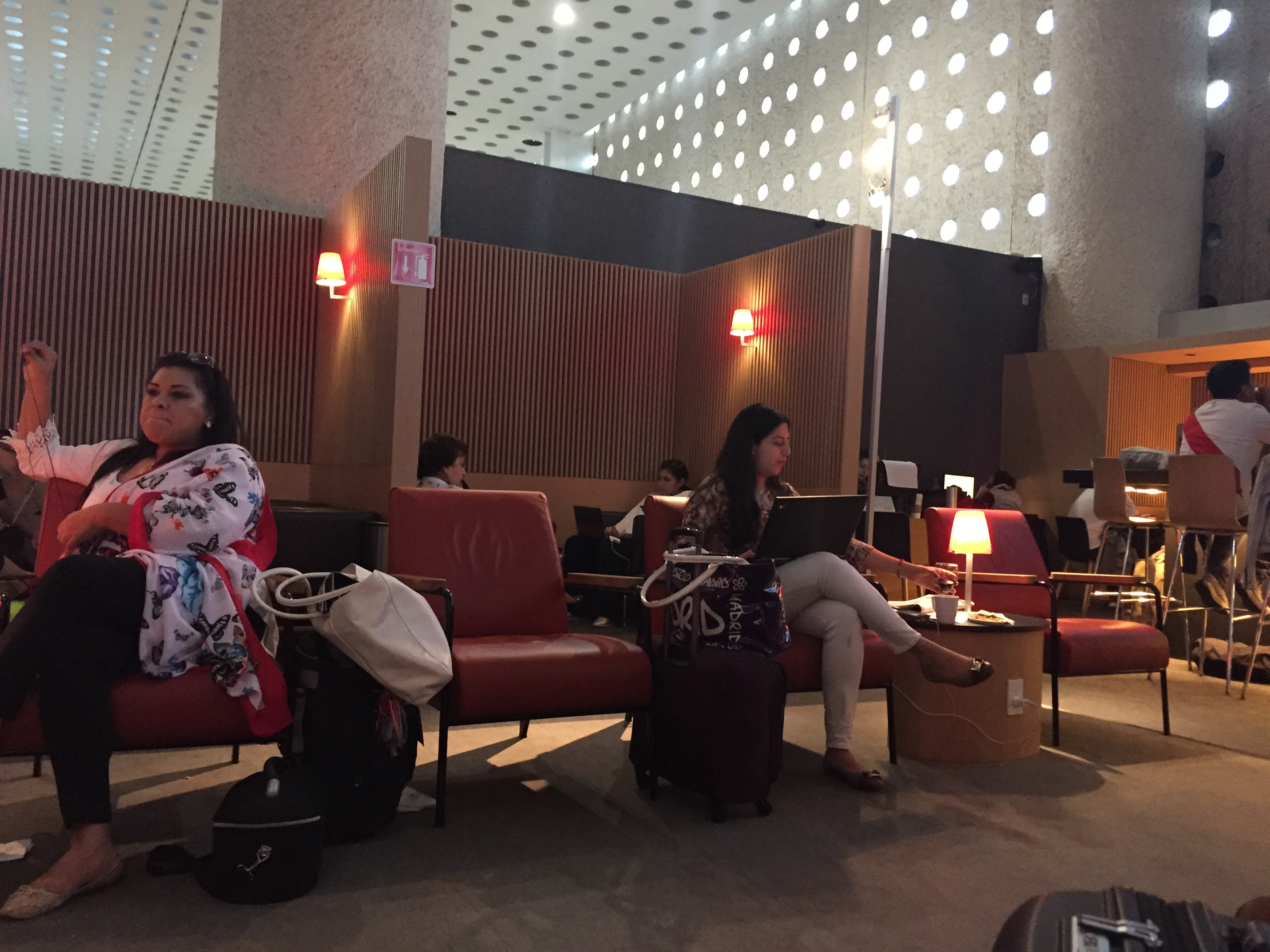
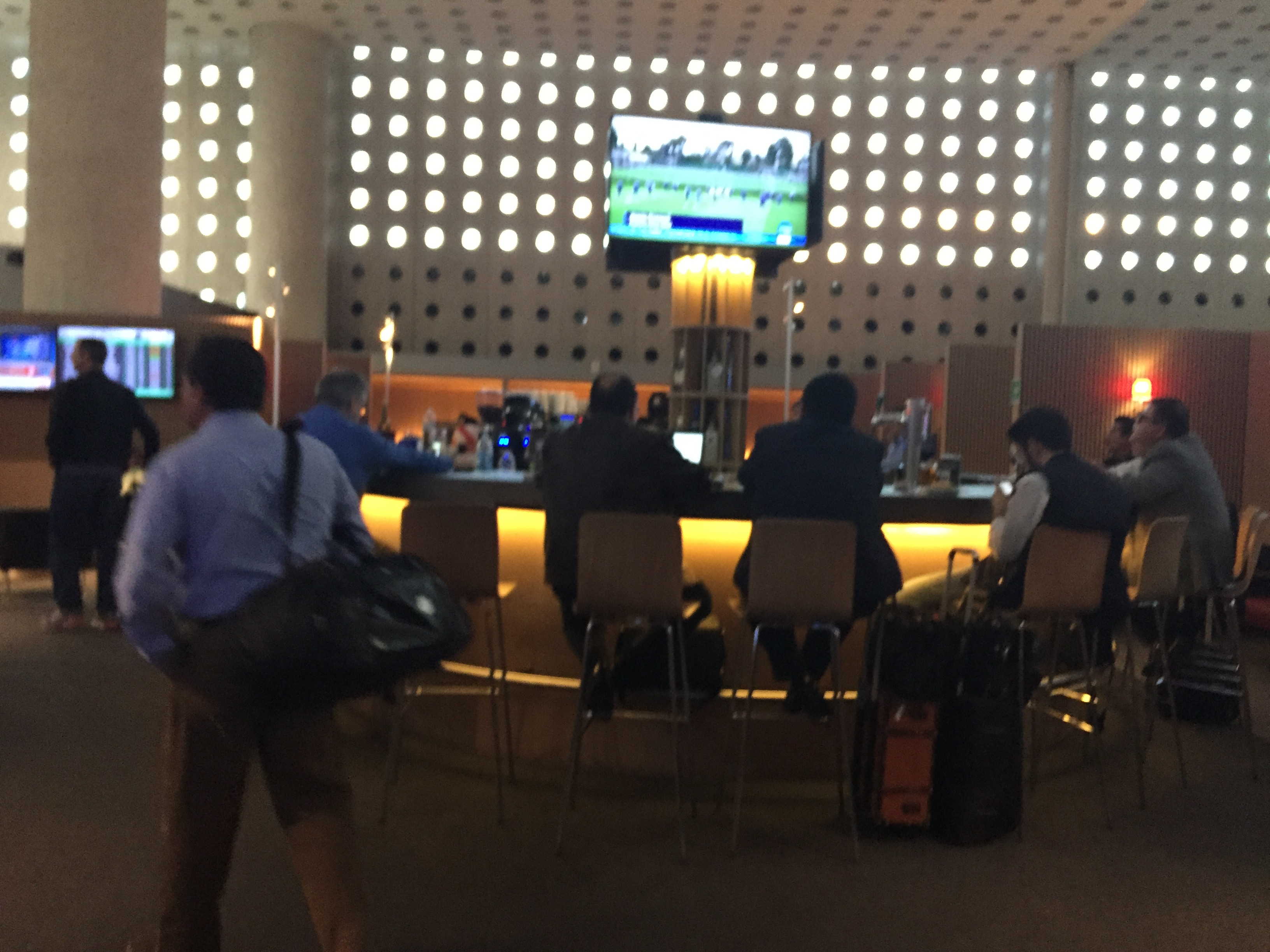
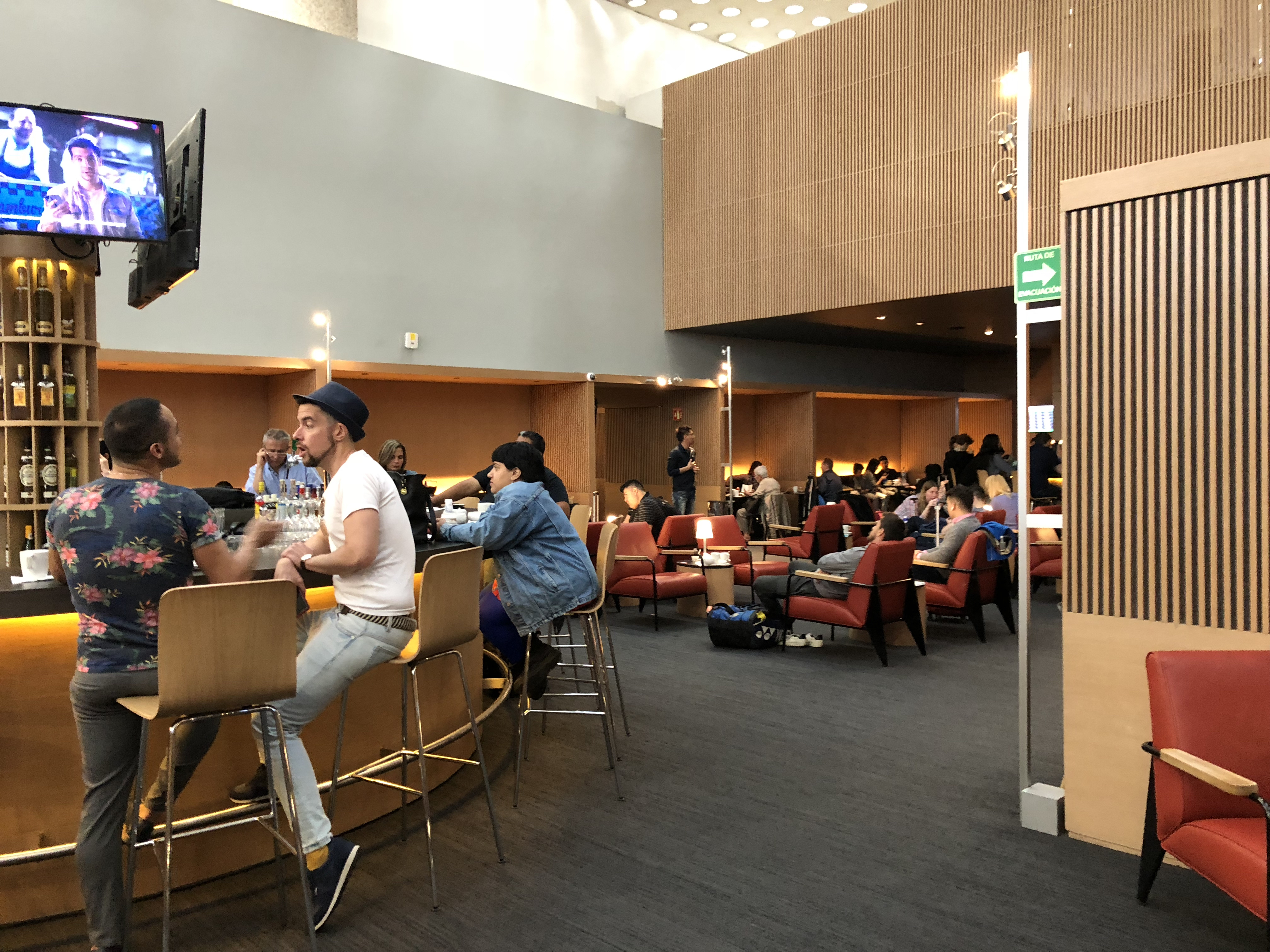
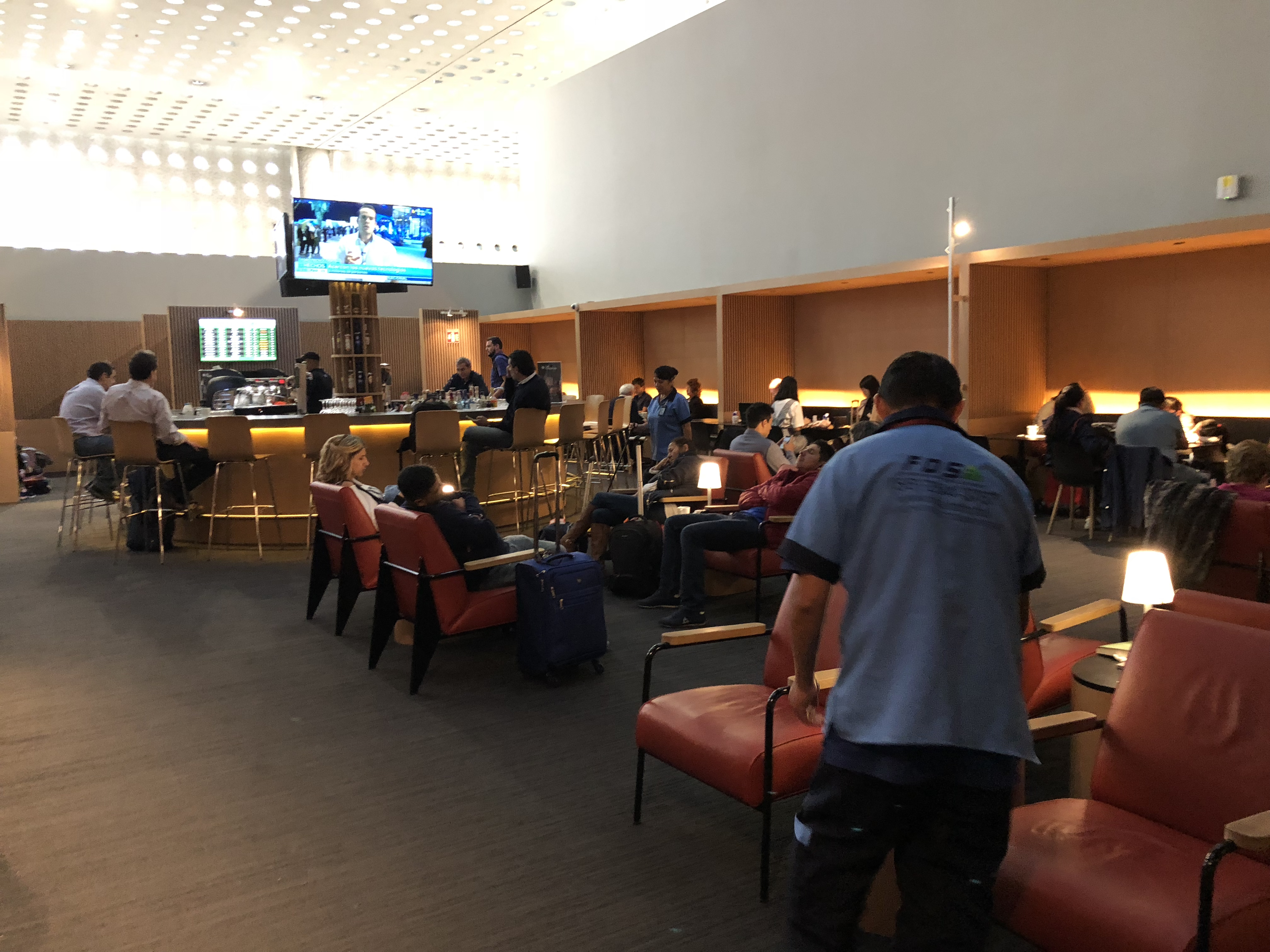
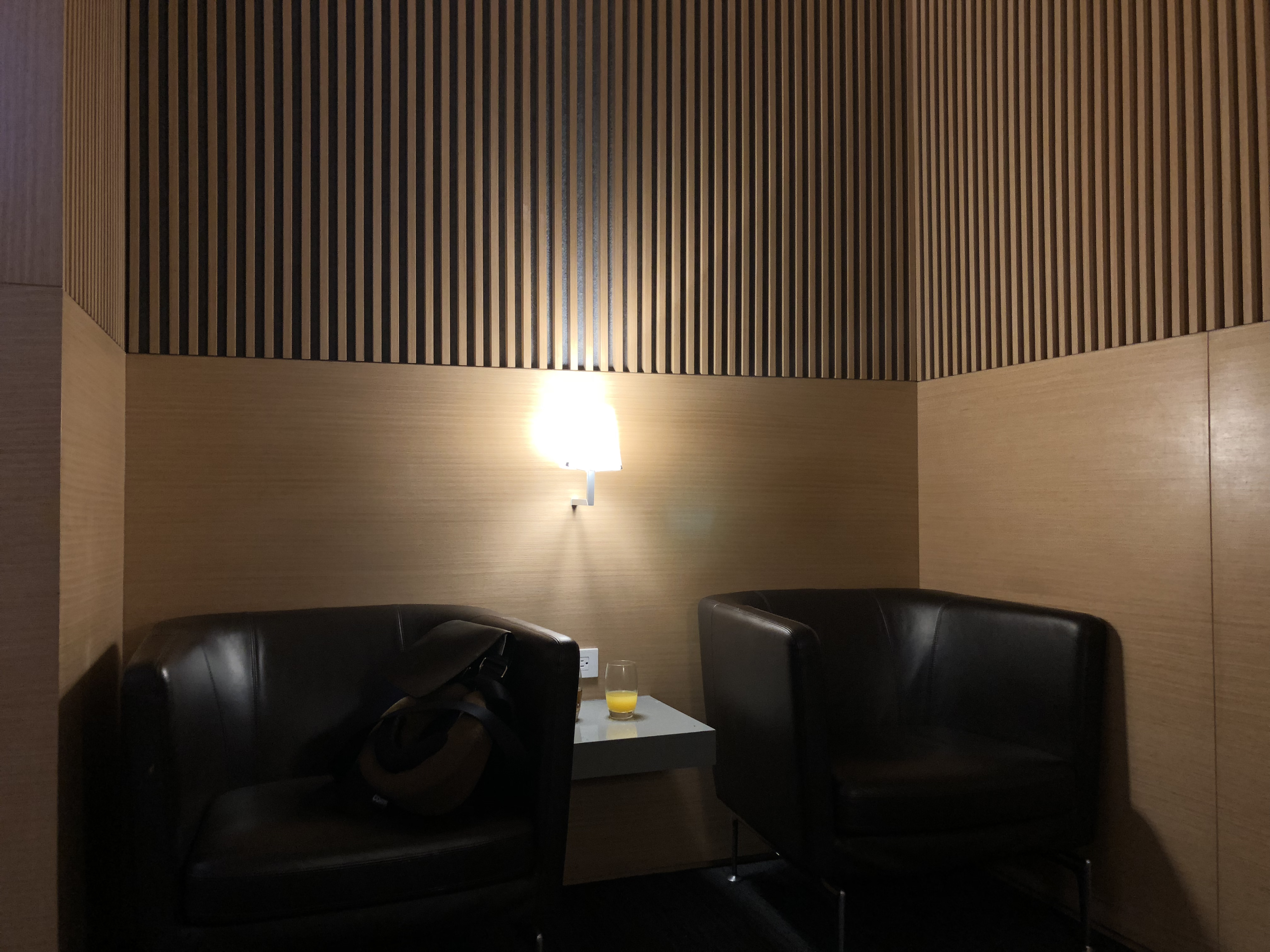
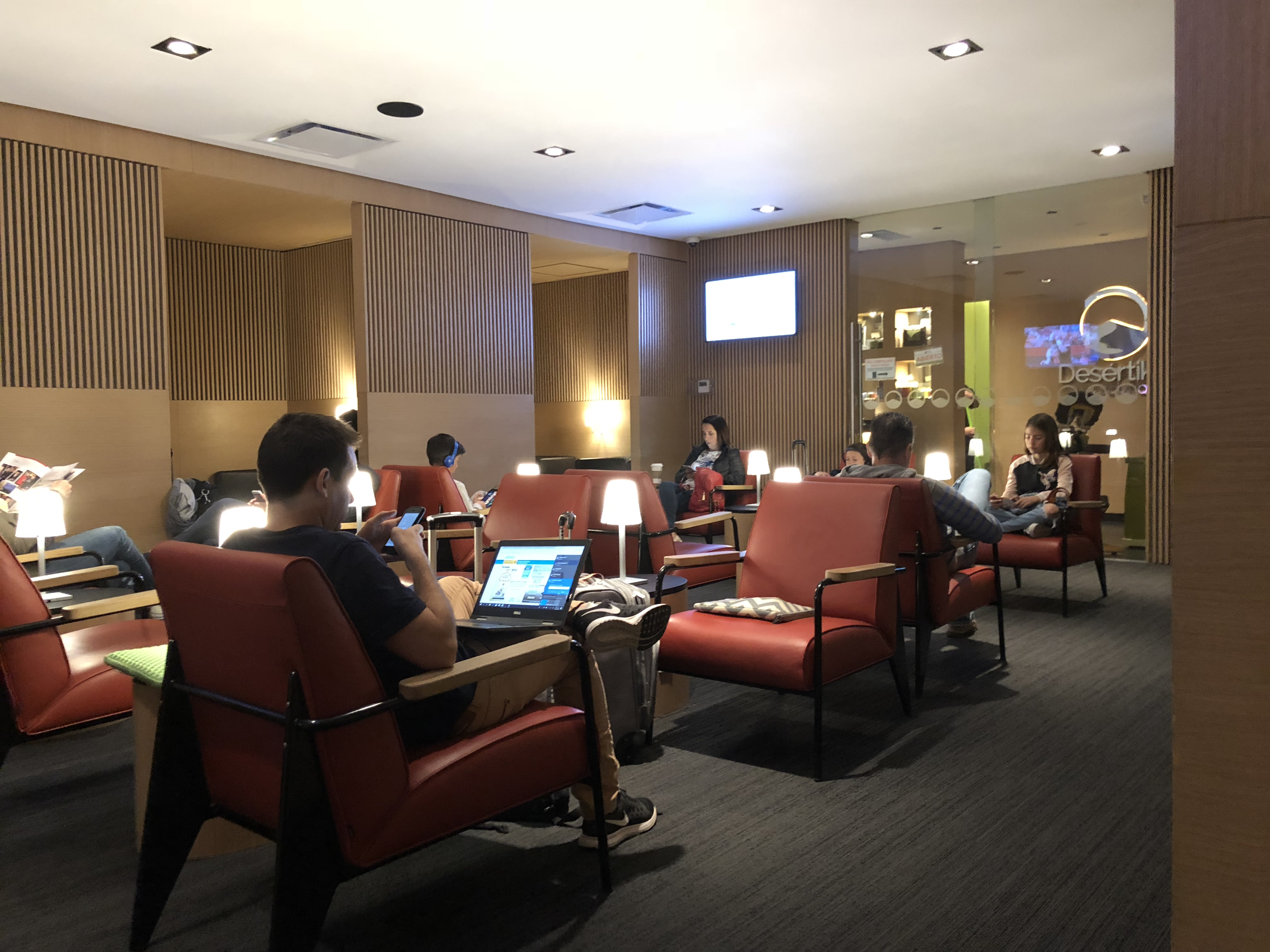
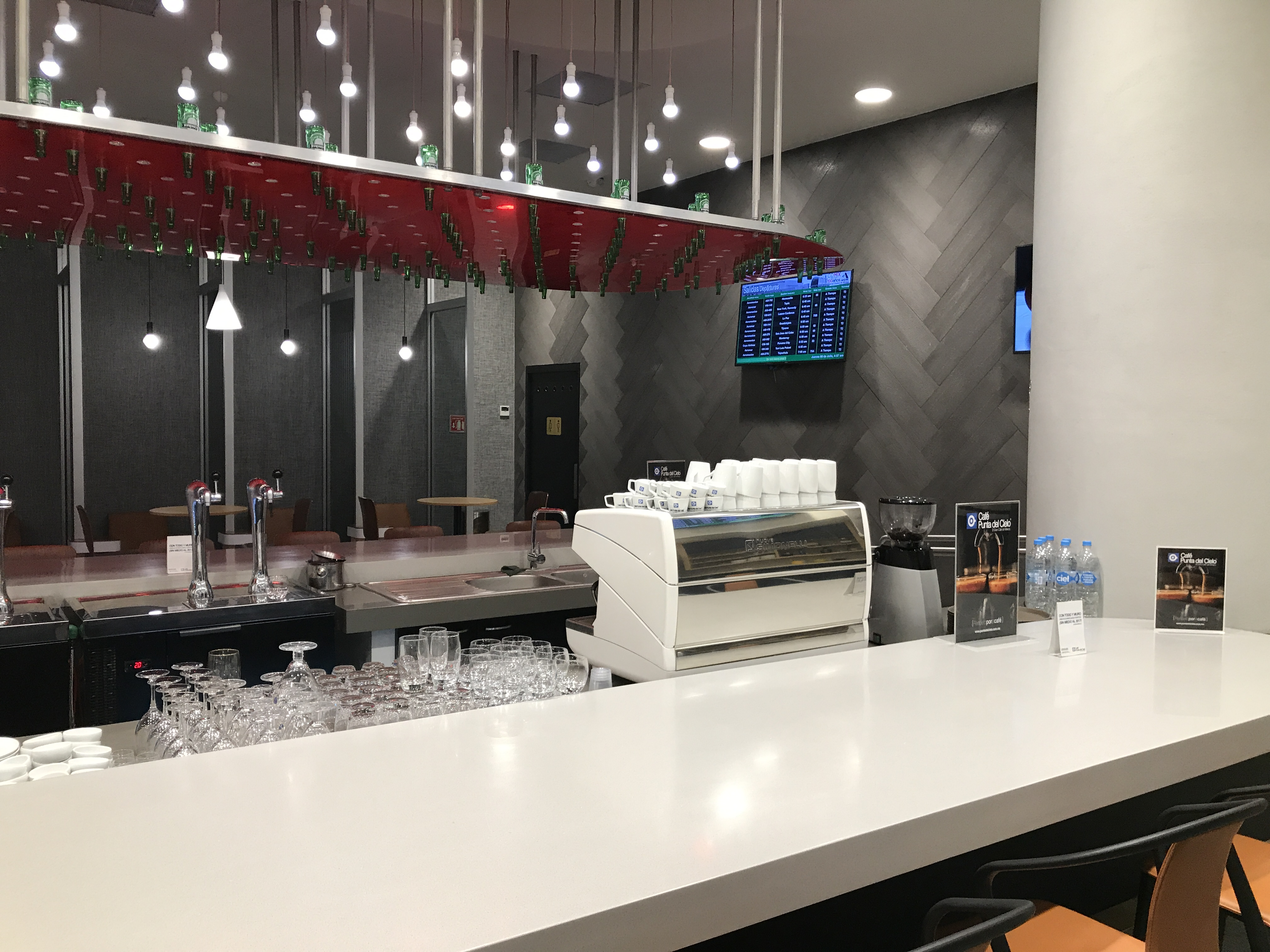
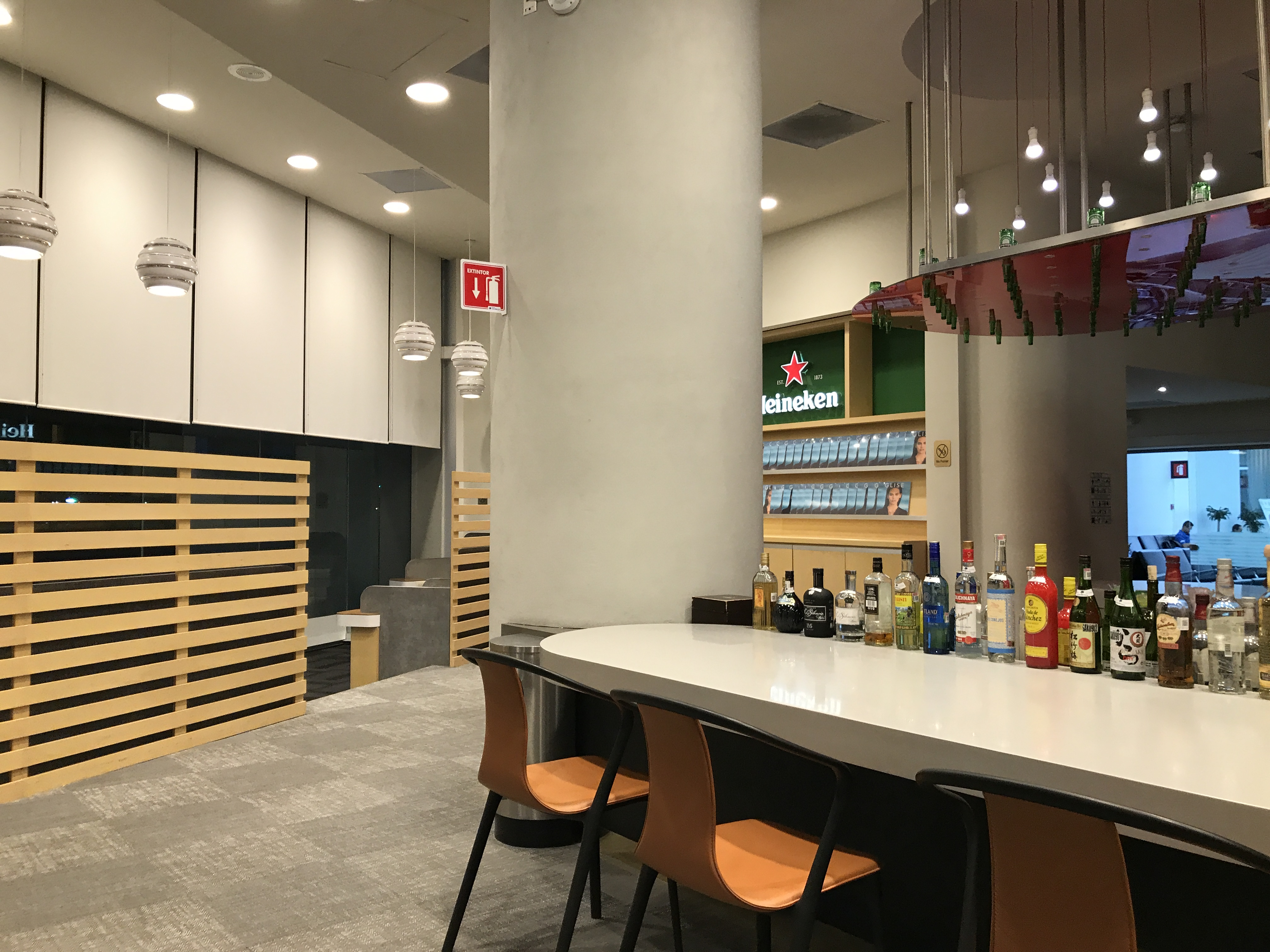
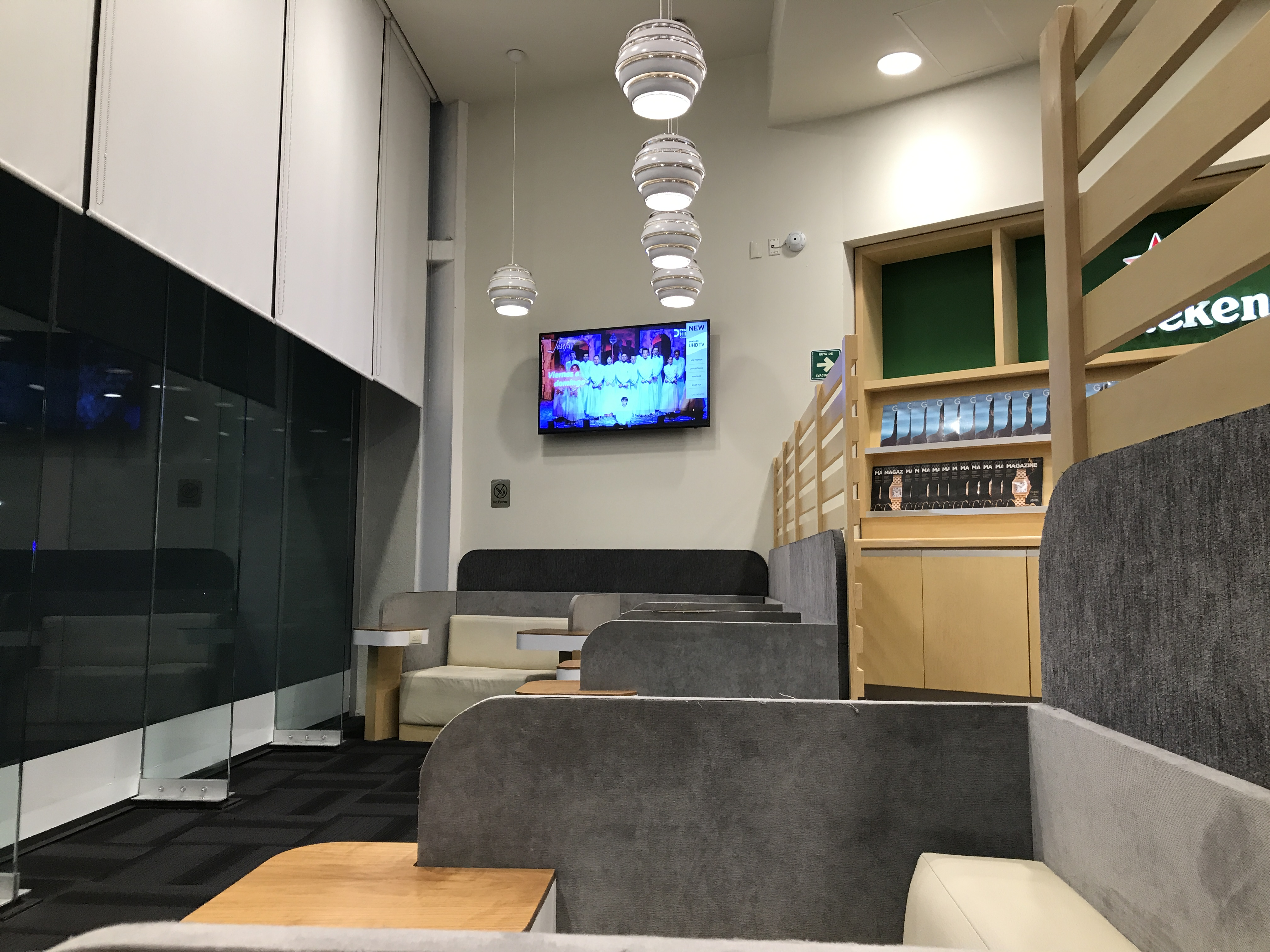
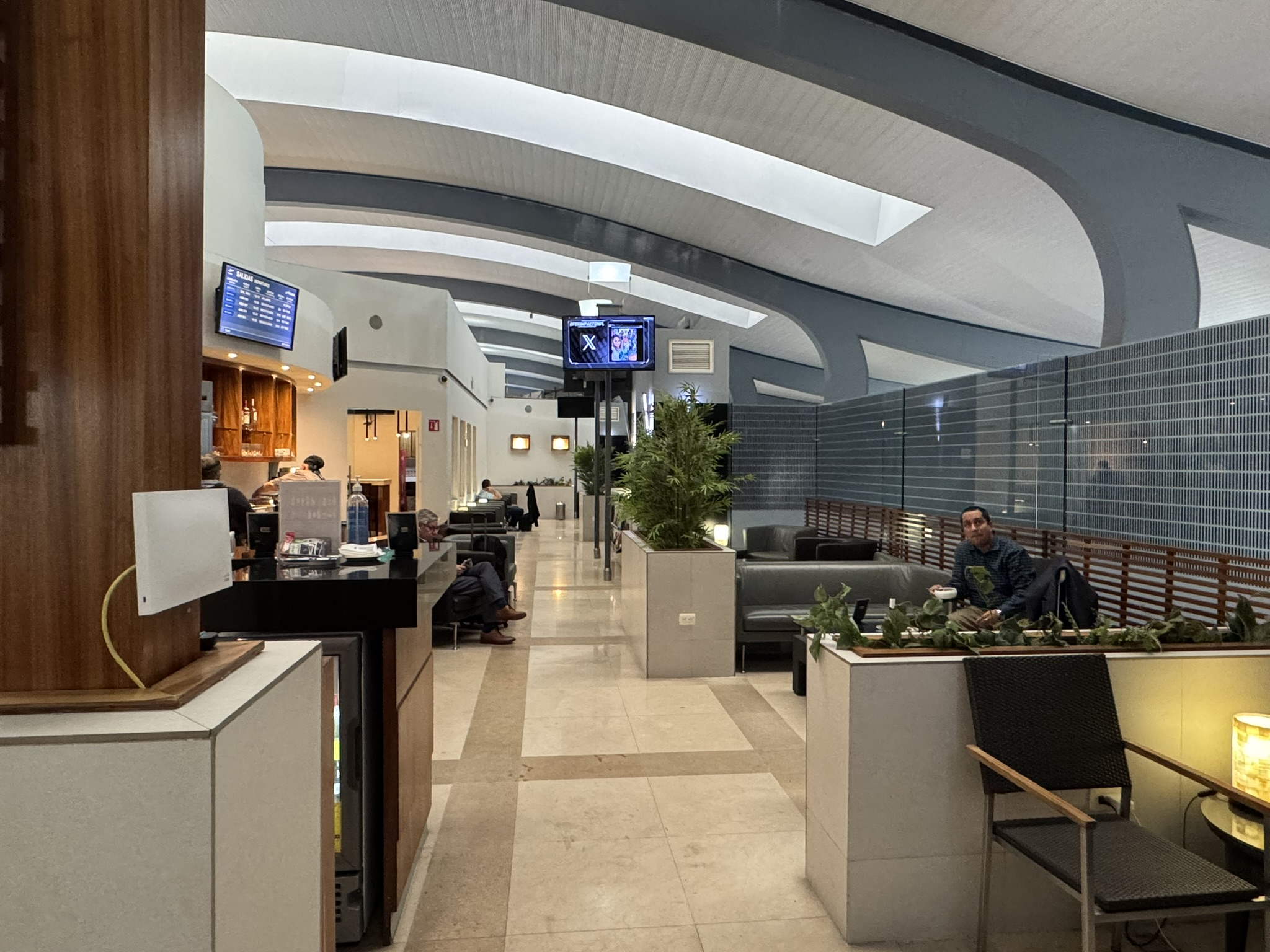
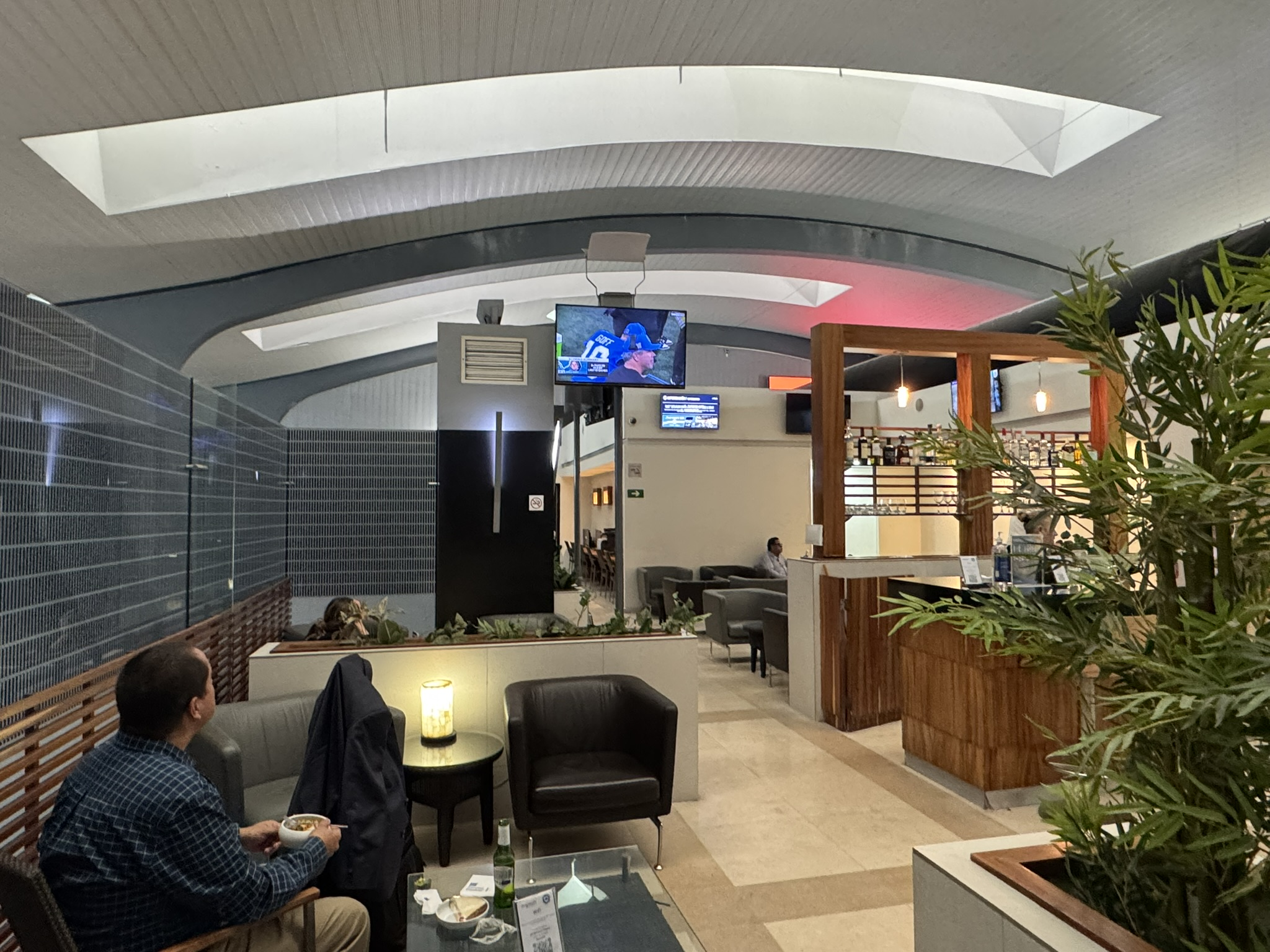